# Caloplaca cinnamomea
Caloplaca cinnamomea är en lavart som först beskrevs av Thore M. Fries och som fick sitt nu gällande namn av Henri Jacques François Olivier. 
Caloplaca cinnamomea ingår i släktet orangelavar och familjen Teloschistaceae.   Inga underarter finns listade i Catalogue of Life.